# Mns Daboih
Mns Daboih is een bestuurslaag in het regentschap Pidie Jaya van de provincie Atjeh, Indonesië. Mns Daboih telt 430 inwoners (volkstelling 2010).